# Pachyiulus sinaimontis
Pachyiulus sinaimontis är en mångfotingart som beskrevs av Karl Wilhelm Verhoeff 1901. Pachyiulus sinaimontis ingår i släktet Pachyiulus och familjen kejsardubbelfotingar. Inga underarter finns listade i Catalogue of Life.